# خیابان یک‌طرفه (فیلم ۱۳۹۰)
خیابان یک‌طرفه نام یک فیلم ویدئویی ایرانی ساختهٔ اسماعیل فلاح‌پور است که در سال ۱۳۹۰ ساخته و در سال ۱۳۹۱ در رسانهٔ خانگی توزیع شد.

## بازیگران
- پژمان بازغی
- چکامه چمن‌ماه
- لادن طباطبایی
- جعفر دهقان
- سیاوش خیرابی
- نگین معتضدی
- علی عبادت‌طلب
- حسن حسینیان

## حواشی و سایر ویژگی‌ها
- در تبلیغات خیابان یک‌طرفه از جملهٔ «فیلمی که هرگز در سینما اکران نشد» استفاده شده‌است. این در حالی است که تهیه‌کنندهٔ فیلم مدعی است که پروانهٔ ساخت فیلم، پروانهٔ ویدئویی است.
- ظاهر و حتی شخصیت کاراکتر اصلی فیلم با بازی پژمان بازغی کاملاً بر مبنای شخصیت بهروز وثوقی (در آثار مسعود کیمیایی) الگوبرداری شده‌است.
- کاوه یغمایی ترانهٔ پایانیِ فیلم را خوانده‌است.
- بر روی کاور فیلم علامتِ ۱۵- درج شده‌است (به دلیل خشونت نسبتاً بالای فیلم).
- فروش فیلم بیش از پانصد هزار نسخه بوده‌است. این فیلم پس از دل‌شکسته پرفروش‌ترین فیلم ایرانی شبکهٔ نمایش خانگی محسوب می‌شود. [نیازمند منبع]